# Neogriphoneura pacata
Neogriphoneura pacata är en tvåvingeart som beskrevs av Mello och Silva 2008. Neogriphoneura pacata ingår i släktet Neogriphoneura och familjen lövflugor.
Artens utbredningsområde är Bolivia. Inga underarter finns listade i Catalogue of Life.